# Celama melaleuca
Celama melaleuca is een vlinder uit de familie van de visstaartjes (Nolidae). De wetenschappelijke naam van de soort is voor het eerst geldig gepubliceerd in 1901 door George Francis Hampson.